# Stratospheric Aerosol and Gas Experiment
Stratospheric Aerosol and Gas Experiment, kurz SAGE, oder Explorer 60 und AEM-2 war ein Forschungssatellit des Explorer-Programms der NASA.

## Ausrüstung
SAGE war ein kleines, vielseitiges, kostengünstiges Raumfahrzeug, das aus zwei verschiedenen Teilen hergestellt wurde;
- das SAGE-Instrumentenmodul mit den Detektoren und der zugehörigen Hardware und
- das Basismodul, das das notwendige Datenhandhabungs-, Energie-, Kommunikations-, Befehls- und Einstellungs-Steuersubsystem enthält, um den Instrumentenmodus zu unterstützen.

Dazu hatte es noch viele kleine Experimente an Bord, zum Beispiel einige Sonnensensoren und ein Magnetometer.

## Mission

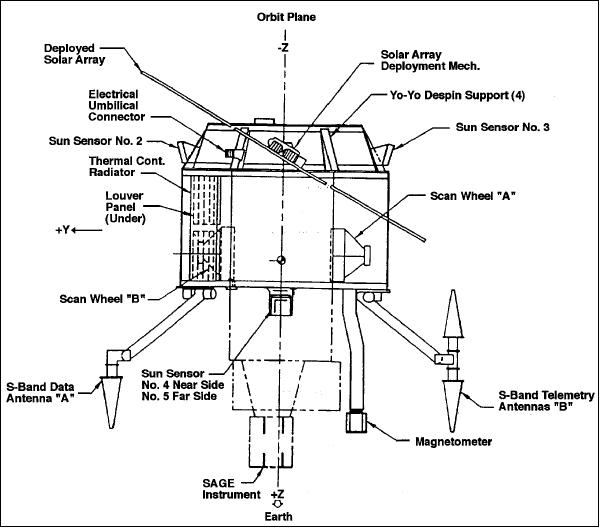
Aufbau von SAGE

Ziel der SAGE-Mission war es, stratosphärische Aerosol- und Ozondaten auf globaler Ebene zu erhalten, um ein besseres Verständnis der Umweltqualität und des Strahlungsbudgets der Erde zu ermöglichen. Später wurden die SAGE-Instrumente auch auf andere Satelliten montiert: SAGE II wurde in dem ERBS und SAGE III im Meteor-3M-Satellit montiert (ursprünglich für EOS B geplant).

## Start
SAGE wurde am 18. Februar 1979 mit einer Scout-D1-Trägerrakete von der Wallops Island Flight Facility LA 3 ins All geschossen. Nach einem Tag entfaltete er seine Solarzellen. Die ersten Experimente führte er am 22. Februar selben Jahres durch.

## Betrieb und Ausfall
Das Raumfahrzeug wurde für ein 1-jähriges Leben in der Umlaufbahn entworfen. Es wurde mit zwei Solarzellen und Batterien betrieben. Mehr als ein Jahr führte SAGE zahlreiche Experimente durch. Nach dem 15. Mai 1979 hatte er Stromprobleme und schaltete einige Experimente ab, um Energie zu sparen. Der Betrieb des Satelliten dauerte bis zum 19. November 1981. Das letzte Signal von SAGE empfing man am 7. Januar 1982, danach versagte die Batterie.